# Resolução 288 do Conselho de Segurança das Nações Unidas
A Resolução 288 do Conselho de Segurança das Nações Unidas, aprovada em 17 de novembro de 1970, depois de reafirmar as resoluções anteriores sobre o tema, o Conselho instou o Reino Unido, como Poder Administrador Legal da Rodésia do Sul, a pôr fim à rebelião ilegal. O Conselho decidiu que as atuais sanções contra a Rodésia permaneceriam em vigor e instou todos os Estados a implementar todas as resoluções pertinentes e a não conceder nenhuma forma de reconhecimento ao regime.